# Şahverdi Çetin
Şahverdi Çetin (* 28. September 2000 in Mainz) ist ein deutsch-türkischer Fußballspieler, der aktuell beim MKE Ankaragücü unter Vertrag steht.

## Karriere

### Verein

#### Jahre in der Jugend
Çetin begann seine fußballerische Ausbildung in seiner Geburtsstadt Mainz, bei der TuS 05 Mainz-Kostheim, ehe er zum Stadtrivalen und größten Klub der Stadt, dem 1. FSV Mainz 05 wechselte. 2012 wechselte er nach Hessen zum SV Darmstadt 98, wo er jedoch nur 2012/13 blieb. Nach der Saison ging Çetin zu Eintracht Frankfurt, wo er in der Saison 2015/16 am 16. August 2015 (1. Spieltag) zum ersten Mal gegen die B-Junioren des SC Freiburg auflief. Im Spiel darauf traf er bei der 1:5-Niederlage gegen den VfB Stuttgart das erste Mal für die U17. In den kommenden Jahren war er Stammspieler bei den B-Junioren und spielte in dieser Saison 23 Mal und traf dabei zweimal. In der Folgesaison lief er 24 Mal auf, konnte acht Tore erzielen und war außerdem Kapitän der Mannschaft. 2017/18 avancierte er in den Kader der A-Junioren-Bundesliga und debütiert schließlich am vorgezogenen 3. Spieltag (19. August 2017) gegen den FC Augsburg. Am 28. September 2017 (2. Spieltag) schoss er beim 1:2 gegen den SV Wehen Wiesbaden sein erstes Tor in der U19-Mannschaft. Insgesamt kam er 2018/19 17 Mal zum Einsatz und traf zweimal. Vor der Saison 2018/19 unterschrieb er bei den Adlern einen Profivertrag bis Sommer 2020. In der Saison stand er schließlich 18 Mal auf dem Platz und konnte sieben Tore bejubeln.

#### Erste Erfahrungen im Profibereich
Am 25. August 2019 (2. Spieltag) stand er für die Profis das erste Mal gegen RB Leipzig im Kader und war somit der erste Spieler mit dem Jahrgang 2000, der bei Eintracht Frankfurt in einem Bundesliga-Kader stand. Im weiteren Verlauf der Saison stand er noch sechs weitere Male im Profikader der Bundesliga, einmal in der Europa League und dreimal im DFB-Pokal. Zur Saison 2020/21 wechselte Çetin ablösefrei zum MKE Ankaragücü in die Türkei. Für den Klub aus Ankara debütierte er am 17. Oktober 2020 (5. Spieltag) gegen Caykur Rizespor. Anschließend kam er regelmäßig als Einwechselspieler in die Partie.

### Nationalmannschaft
Çetin kam bislang für diverse Juniorenteams des DFB zum Einsatz. Mit der U17 nahm er an der U17-EM 2017 in Kroatien teil, schied jedoch im Halbfinale gegen Spanien im Elfmeterschießen aus. Außerdem kam er mit den Deutschen bei der U17-WM 2017 in Indien bis ins Viertelfinale und konnte einen Treffer in der Gruppenphase erzielen.